# لودینه
لودینه (به ایتالیایی: Lodine) یک کومونه در ایتالیا است که در استان نیورو واقع شده‌است.

## خصوصیات
لودینه ۷٫۶۷ کیلومترمربع مساحت و ۴۰۸ نفر جمعیت دارد و ۸۸۲ متر بالاتر از سطح دریا واقع شده‌است.